# Rohožník – lom v Dubči
Přírodní památka Rohožník – lom v Dubči tvoří dva samostatně stojící opuštěné lomy, nacházející se mezi Dubečkem a Dubčí, v kopcích na pravém břehu Říčanského potoka. Obě lokality spojuje úzký pruh ochranného pásma. Území je součástí přírodního parku Říčanka a slouží jako objekt exkurzního charakteru.

## Historie
Původní název Rohožníku byl Rohozný vrch. Dřívější pojmenování bylo odvozeno od rákosí, které hojně rostlo v mokřadech dříve obklopujících kopec a kterému se ve staročeštině říkalo rohoz. Z tohoto názvu se dá usuzovat, že oblast byla obydlena už v dávných dobách. V 19. a 20. století se zde intenzivně těžil kámen. Během archeologického průzkumu, který zde probíhal v 50. letech 20. století, byly nalezeny četné zbytky keramiky vyráběné kočovníky. Díky tomu byla oblast prohlášena archeologickou kulturní památkou, což kopec zřejmě zachránilo před úplným vytěžením. Z nálezů vyplynulo, že Rohožník byl jedním z nejstarších osídlených míst v okolí. Sídliště tu vzniklo nejspíš již v eneolitu, asi 2000 let př. n. l., a s přestávkami existovalo až do doby hradištní.

## Důvod vyhlášení
Odkryta odlišnost mezi ordovikem (skalecké křemence) a křídou (perucké vrstvy).

## Geologie

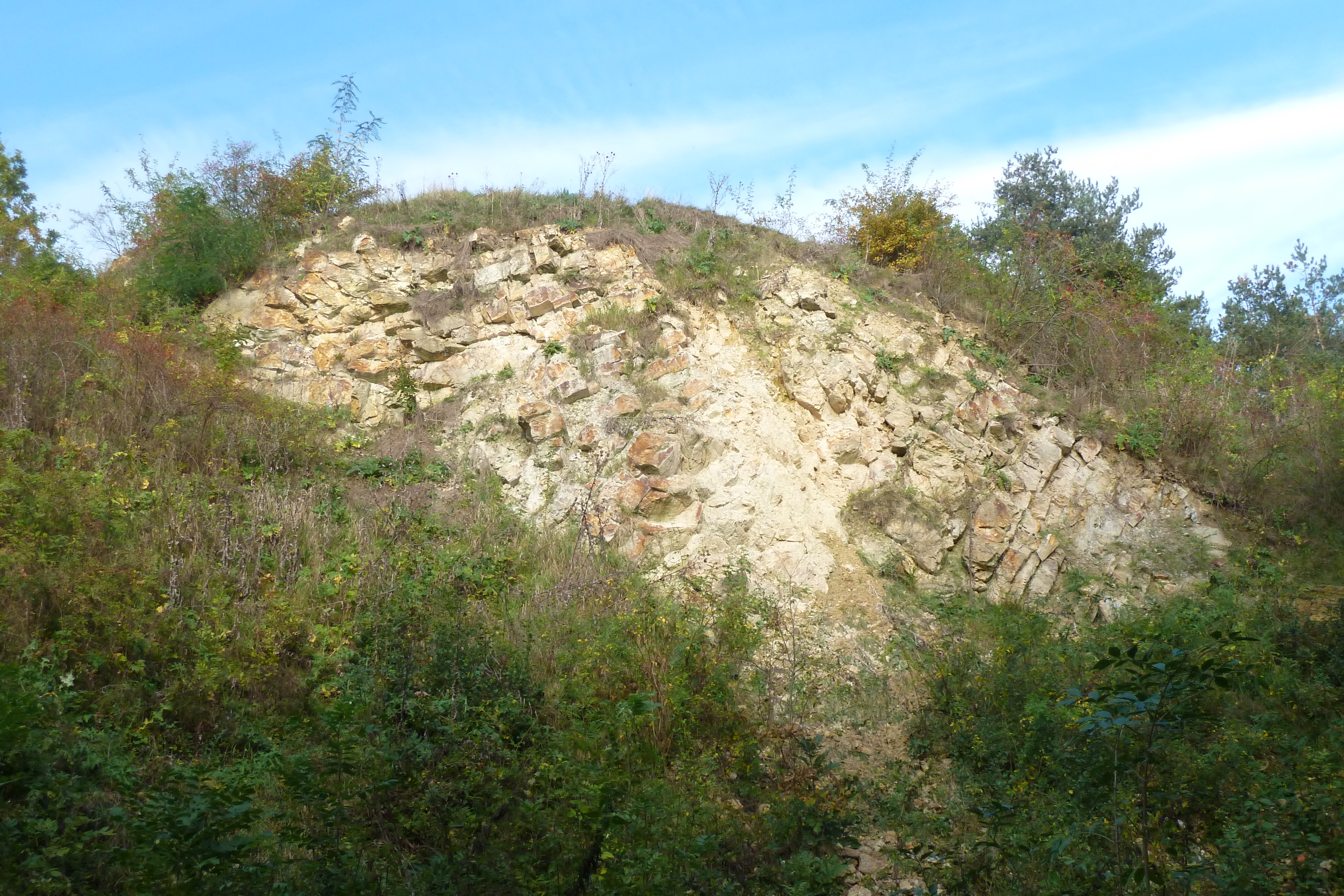
M-vrása v Rohožníku

Hřbet Rohožníku se skládá z hornin libeňského souvrství ordoviku. Z nich nejtvrdší jsou lavice řevnických křemenců, místy až 420 centimetrů tlusté. Z křemencových výchozů lze vyčíst vývoj usazování hornin v této části pražské pánve. Na křemence nepravidelně nasedají slepence peruckých vrstev a pískovce, které jsou zřejmě pozůstatkem sladkovodních jezer, které se zde nalézaly dříve, než je zalilo druhohorní moře. Vrstvy řevnického křemence jsou proloženy také jílovitou břidlicí. Z tohoto střídání lze odvodit změny poměrů v ordovickém moři. V době usazování křemenců bylo hlubší a sedimentace klidnější. V dalším období došlo k horotvorným pohybům, jejichž důsledkem bylo zvrásnění místních hornin. Tyto intenzivní pohyby jsou dobře patrné v menším lomu na výrazné vráse ve tvaru písmene M. Mohutná křemencová lavice ve vedlejším lomu však těmto vrásněním odolala.
Z kamene vytěženého v Rohožníku se dříve vyráběly kočičí hlavy, jimiž byla v minulosti vydlážděna značná část ulic v Praze. V současnosti je lze najít už jen na několika místech.

## Květena
Na skalních ostrožnách lomů se daří společenstvím okrajů skal na kyselém podkladě. Na travnaté ploše se zachovaly zbytky teplomilného společenstva. Roste tu smělek, šalvěj a srpek, ostřice časná a mateřídouška panonská. Nejvíce plošně rozšířené je zde společenstvo s dominantním a expanzivním ovsíkem vyvýšeným, které obsazuje sušší, slunné svahy a plošinu. Roste ale i na dnech lomů a na vlhčích a zastíněných místech. Na svahu orientovaném na jihozápad rostou společenstva drolin s chmerkem vytrvalým a na hlubší půdě trávníky s kostřavou žlábkatou a mochnou stříbrnou. Výslunné plochy jsou ohrožovány náletem keřů, především hlohu, růže, trnky a bezu, které musejí být odstraňovány.

## Zvířena
V přírodním byl parku pozorován výskyt řady obojživelníků. Žije zde skokan hnědý, skokan zelený, ropucha obecná, ropucha zelená a kuňka obecná. Území je útočištěm živočichů z okolní zemědělsky využívané krajiny. Z ptáků tu hnízdí hrdlička, tři druhy pěnic, budníčci, drozd, kos, červenka, stehlík, pěnkava, strnadi, straka obecná a kalous ušatý. Z bezobratlých zde najdeme pouze běžnější druhy suchých pastvin.

## Lesnictví
V ochranném pásmu byl vysázen porost borovice černé. V oblasti lomu v Dubči se vyskytují náletové dřeviny, které jsou odstraňovány při asanačních zásazích.

## Turistická trasa
Kolem lomu vede modrá turistická značená trasa 1003 z Uhříněvsi do Klánovic.